# استخدام أسيتات الكايتين لالتقاط غاز ثاني أكسيد الكربون والحد من التلوث
استخدام الكايتين لالتقاط غاز ثاني أكسيد الكربون والتقليل من التلوث: يعتبر غاز ثاني أكسيد الكربون من الغازات الدفيئة المسببة لظاهرة الاحتباس الحراري التي تتسبب بالعديد من الكوارث الطبيعية كالفيضانات والجفاف والأعاصير وارتفاع مستوى سطح البحر وذوبان الجليد في القطبين وما ينتج عنها من آثار مدمرة لكوكب الأرض.                             ينتج غاز ثاني أكسيد الكربون بشكل رئيسي من احتراق الوقود الأحفوري وغيرها من النشاطات الإنسانية التي يتم فيها حرق الوقود الأحفوري لتوليد الكهرباء وفي الصناعات المختلفة، وقد ظهرت في السنوات الأخيرة العديد من الدراسات والأبحاث لإيجاد مواد صديقة للبيئة قادرة على التقاط غاز ثاني أكسيد الكربون وتخزينه بعد عملية احتراق الوقود الأحفوري فيما عرف باسم (CO2 capture and storage CCS). 

بنية جزيء الكايتين تظهر وحدتي N-أسيتيل جلوكوزامين اللتين تتكران لتشكيل سلاسل طويلة من ترابط β-(1→4).

من الأمثلة على هذه المواد استخدام الكايتين وهو مبلمر يتكون من أحد مشتقات سكر الغلوكوز كوحدات بنائية لالتقاط ثاني أكسيد الكربون بعد عمليات الاحتراق، الكايتين مادة طبيعية توجد بشكل رئيسي في الجدار الخلوي لبعض الفطريات والهيكل الخارجي لمفصليات الأرجل. وقد تم اختبار فعالية الكايتين لالتقاط غاز ثاني أكسيد الكربون، بإذابته في ثنائي ميثيل سلفوكسيد (الموضح في الشكل بالأعلى)  الذي يعتبر من المذيبات الصديقة للبيئة، ومن ثم تدفق غاز ثاني أكسيد الكربون في المحلول لمدة عشرين دقيقة، وبإجراء العديد من القياسات مثل الرنين المغناطيسي النووي وتحليل الأشعة الحمراء والموصلية الكهربائية للمحلول الناتج بعد تدفق غاز ثاني أكسيد الكربون، أُثبت تكون رابطة تساهمية بين غاز ثاني أكسيد الكربون وذرة الأكسجين في الكايتين. لقد طورت هذه الدراسة استخدام مواد غير ملوثة للبيئة للتخلص من أهم الغازات الدفيئة بكفاءة عالية وصلت إلى امتصاص 3.36 ملي مول من ثاني أكسيد الكربون لكل غرام من الكايتين، وتتميز بالقدرة على استرجاع الكايتين من جديد لإعادة استخدامه بطرق قليلة التكلفة كزيادة درجة الحرارة أو تمرير تيار كهربائي في المحلول.